# 危情十日
《戰慄遊戲》（英語：Misery）是根据斯蒂芬·金同名小说改编的一部1990年的美国心理恐怖片。影片由罗伯·莱纳执导，主要演员包括凯茜·贝茨、詹姆斯·凯恩、劳伦·巴考尔和理查德·法恩斯沃斯。其中凯茜·贝茨因本片摘得了第63屆奧斯卡金像獎女主角奖的桂冠。影片也在美国精彩电视台评选的一百个最吓人的电影瞬间中名列第12位。
影片的英语原名“Misery”，是一个人名，但按英语翻译，则是“苦难”、“痛苦”的意思，所以片中的许多台词，如：“你杀死的我的Misery”、“把Misery还给这个世界”、“Misery归来”等，都有这样的双关意义。

## 剧情
保羅·薛頓（詹姆斯·凯恩）是一位著名的小说作家，他最受欢迎的作品就是一系列以一个名叫“苦兒·雀斯汀”的虚构人物为主角的小说，不过保羅也打算要拓宽他的写作思路。这天，他刚刚完成了自己一部新的，与之前作品没有任何关系小说的手稿，并开车从科罗拉多州的一个名为银溪的荒凉小镇出发前往洛杉矶。但在路上，由于遭遇暴风雪，他的车冲出了路外的坡下，他也因受伤而晕迷。不过幸运的是，一位名叫安妮·維克斯的护士（凯茜·贝茨）正好经过，将他救出后带回了自己家中。保羅的双腿都骨折了，而且还有一边肩膀脱臼，所以他只能卧床休养。安妮表示自己是他的“头号书迷”，对他和他的小说知之甚详，津津乐道。她非常高兴保羅让她阅读其新著的小说，不过之后她也表示，自己不是很喜欢保羅在这本书中用了很多的脏话字眼。在对他喂食时，她甚至因为愤怒而将一些汤水溅到了保羅的身上，但很快，她又恢复了自制，并诚恳地向保羅道歉。安妮买了保羅最近出版的一本书，《苦兒的孩子》。可是之后看到保羅“杀死了”苦兒后，她爆发了，几乎要将桌子砸到他头上。她透露，现在没有任何人知道保羅在这里（这与她之前所说的情况正好相反），然后就气冲冲地离开了，保羅试图逃出房间，但却发觉门已被上了锁。
第二天早上，安妮逼着保羅烧掉了他新书的手稿。等到他恢复到可以起床后，她开始强迫他写一本《苦兒還魂記》来“复活”这一角色。由于担心如果不做可能会被杀，保羅只能勉强从命。不过这天利用安妮外出购物的机会他成功地离开了房间，虽然没能打电话或是逃出屋子，但却通过安妮收藏的一些剪报了解到她的过去，原来她被怀疑与多位婴儿的离奇死亡有关。保羅还试图将安妮给自己服用的止疼药磨成细粉混入晚餐时安妮喝的酒中来迷晕她，但因安妮一不小心弄洒了酒而没有成功。并且安妮也发现保羅有离开房间，因为这天晚上她将保羅绑在床上，等他醒来时，她告诉他自己知道他出过房间了，然后用大锤打断了他的脚踝。
与此同时，当地警长巴斯特开始对保羅的失踪进行调查，并根据图书馆的一本“苦兒”系列小说中的安妮留下的注解，来到她家中询问一些相关的问题。由于保羅在被锁死的房间里发出的声响，警长找到了他，但警长马上就被安妮从背后枪杀。安妮这时告诉保羅，现在别无选择，他们只有死在一起。保羅只能虛與委蛇，表示自己打算完成安妮要求他写的小说来“把苦兒带回这个世界”。写作过程中，他经常趁安妮不在房间时利用举打字机来锻炼手劲。当書终于完成后，他提议两人喝酒庆祝。当安妮去取酒杯时，他将全部手稿投入铁桶中，并倒入事先藏在裤子里的油，当着安妮的面点烧了手搞。安妮扑上来抢救手搞，而保羅则用打字机朝她头上打去，安妮倒下後開槍打傷保羅，之後两人开始了一场殊死搏斗。最终，保羅利用手上拿到的硬物，兩次重擊安妮頭部致死。
18个月后，拄着拐杖的保羅与出版商瑪西亞（劳伦·贝考尔）在一家餐馆见面，两人讨论了他的第一部没有涉及“苦兒”这一角色的小说，题为《J·菲利普·史東的高等教育》，该书在发布前就获得了评论界的一致好评，这在他还是首次。但是，保羅对出版并不热情，因为这本书他本是为自己而写的，同时从一定程度上来说，是安妮给予了他创作灵感。瑪西亞问起他是否愿意将自己的经历写成一本纪实文学，保羅没有直接答应。过了一会儿，他看到餐馆里的一位服务员幻化成安妮的模样走过来，声称自己是他的“头号书迷”，而保羅只好很不自在地回应了一句：谢谢。

## 演员
- 詹姆斯·凯恩 饰 保羅·薛頓
- 凯茜·贝茨 饰 安妮·維克斯
- 理查德·法恩斯沃斯（英语：Richard Farnsworth） 饰 巴斯特
- 劳伦·巴考尔 饰 瑪西亞·席內爾
- 罗伯·莱纳 饰 直升机飞行员

## 制作
制片人安德鲁·沙因曼在飞机上阅读了斯蒂芬·金的小说《米泽丽》后将之推荐给了其搭档，著名导演罗布·莱纳。后者最终邀请了著名编剧威廉姆·高德曼来撰写本片的剧本。由于罗布之前所导演的电影基本上都是喜剧片，所以他一度将影片的主题定性为“一个需要新的挑战和他人的推动才能继续前进的男人的故事”。原著作者斯蒂芬一开始因他的其他作品在改编为电影的过程中大都歪曲了其本意，因此拒绝将这部小说改编为电影，不过，在看到罗布执导了他的另一部小说改编的电影《伴我同行》后，他改变了主意。
罗布与威廉姆在剧本编写过程中进行了非常紧密的合作，对此他解释道：“我们去除了（原著中的）大部分血腥和恐怖情节，（因为）我希望把（观众们的）注意力集中在一位艺术家与他的崇拜者之间的这个‘棋局’上。”
华伦·比提对在本片中扮演男主角很有兴趣，并打算将之塑造成一个不那么被动而更坚强的角色。但最终因为其出演的另一部电影《迪克·特雷西》的后期制作工作需要延长而不得不退出。詹姆斯·凯恩填上了空缺，他之后也表示对这个不同于其以往出演过的任何一个的角色很有兴趣，而“出演一个完全身处被动地位的角色实在是要困难得多”。

## 荣誉
第63届奧斯卡金像獎
- 女主角奖 - 凯茜·贝茨

第48届金球奖
- 金球奖最佳女主角奖（電影戲剧类） - 凯茜·贝茨

美国影艺协会百年电影史百大系列名单：
- AFI百年电影史百大惊悚电影—提名[6]
- AFI百年电影史百大银幕英雄与恶魔—Annie Wilkes—恶魔榜第17位
- AFI百年电影史百大经典台词—"I am your number one fan." - 提名[7]

## 电影配乐
电影配乐由马克·施艾曼作曲。
| Misery | Misery              |
| 曲序   | 曲目                |
| ------ | ------------------- |
| 1.     | Number One Fan      |
| 2.     | She Can't Be Dead   |
| 3.     | Open House          |
| 4.     | Go to Your Room     |
| 5.     | Buster's Last Stand |
| 6.     | Misery's Return     |